# Scleria cyperina
Scleria cyperina är en halvgräsart som beskrevs av Carl Sigismund Kunth. Scleria cyperina ingår i släktet Scleria och familjen halvgräs. Inga underarter finns listade i Catalogue of Life.